# Golūr
Golūr (persiska: گُلورِ بالا, Golūr-e Bālā, گلور) är en ort i Iran.   Den ligger i provinsen Mazandaran, i den norra delen av landet, 110 km norr om huvudstaden Teheran. Antalet invånare är 462.
Terrängen runt Golūr är platt norrut, men söderut är den bergig. Terrängen runt Golūr sluttar norrut. Runt Golūr är det ganska tätbefolkat, med 96 invånare per kvadratkilometer. Närmaste större samhälle är Chālūs, 18,2 km öster om Golūr. I omgivningarna runt Golūr växer i huvudsak blandskog.